# Жюст Фонтен
Жюст Фонтèн (на френски: Just Fontaine) по прякор Жюсто̀, е бивш френски футболист и играч на Реймс. Играл е като нападател. Държи рекорда за най-много отбелязани попадения на едно световно първенство – 13, на шампионата в Швеция през 1958 година.
Фонтен е европейски клубен вицешампион през 1959 г., 2 пъти носител на Суперкупата на Франция (1958, 1960), 4 пъти шампион на Франция (1956, 1958, 1960, 1962), 2 пъти носител на Купата на Франция (1954, 1958).
Бащата на Жюст е французин от Нормандия, а майка му е испанка.
През 2013 г., на 80-годишна възраст, Фонтен става кавалер на Ордена на Почетния легион.

## Клубна кариера
Фонтен започва кариерата си в аматьорския клуб в родния си град Маракеш, след което се премества в по-силния клуб USM Казабланка, където играе от 1950 до 1953 година. Следващите три сезона играе във Франция. Неговият клуб „Ница“ през първия сезон заедно с Фонтен, печели Купата на Франция (1954), а през 1956 г. печели шампионата. През същата година той преминава в Стад дьо Реймс, замествайки Раймон Копа и вкарва 121 гола за шест сезона. Общо Фонтен вкарва 165 гола в 200 участия в големите лиги и печели национални шампионати 5 пъти: 1952 (Мароко) и 1956, 1958, 1960, 1962 (Франция).
Дебютът на Фонтен във френския национален отбор е на 17 декември 1953 г. в мач срещу Люксембург (8:0). В този мач той вкарва хеттрик. За седем години игра в националния отбор Фонтен участва в 21 мача и вкарва 30 гола. Последният мач за националния отбор играе на 11 декември 1960 г. с България (3:0).
След като завършва кариерата си, Фонтен работи като треньор на френския национален отбор през 1967 г., но само за два мача - и приятелски, и двата завършват с поражение за трикольорите. Тренирал е и френски клубове и мароканския национален отбор.

## Постижения
- Награден е с Ордена на Почетния легион.
- Рекордьор на световно първенство по брой голове в един шампионат: 13 гола
- Рекордьор на френския национален отбор по брой голове на световно първенство: 13 гола
- Голмайстор за Световната купа: 1958
- Вписан в списъка ФИФА 100
- Голмайстор за Европейската купа: 1959
- Финалист за Европейската купа: 1959
- Носител на Суперкупата на Франция (2): 1958, 1960
- Шампион на Франция (4): 1956, 1958, 1960, 1962
- Носител на Купата на Франция (2): 1954, 1958
- Голмайстор на френското първенство (2): 1958, 1960
- Шампион на Мароко: 1952